# Fjärilsgömmesläktet
Fjärilsgömmesläktet (Araujia) är ett släkte i familjen oleanderväxter med sju arter från Sydamerika. Arten fjärilsgömma (A. sericifera) odlas som krukväxt i Sverige.

### Webbkällor
- Svensk Kulturväxtdatabas
- Tropicos